# La camicia di Nesso
La camicia di Nesso è un racconto di genere giallo della scrittrice italoamericana Ben Pastor: narra un'immaginaria avventura che vede la partecipazione del giovane Benito Mussolini. Al suo fianco, l'avvocato Luigi Borgonovo che, più anziano, compare anche nel romanzo Il morto in piazza , appartenente al ciclo con Martin Bora.
In edizione italiana il racconto fa parte di una collana i cui singoli volumi raccolgono ciascuno le opere (racconti lunghi o romanzi brevi) di due diversi autori; il relativo volume affianca al racconto di Ben Pastor un racconto di Enrico Solito.

## Titolo
Il titolo del racconto allude alla narrazione mitologica riguardante il centauro Nesso, che con l'inganno indusse Deianira a causare la morte del marito Ercole per mezzo di una tunica avvelenata. 

In esergo una citazione shakespeariana:

(William Shakespeare, Antonio e Cleopatra, Atto IV, scena 12, vv.42-43)

## Incipit
VILE ATTACCO AD INTERESSI ITALIANI IN COSIDDETTA FIRENZE DEL NORD STOP. DUILIO BERTA INCOLPATO DI ASSASSINIO DONNA AMERICANA STOP. VIENI CITISSIME.

MUSSOLINI.»

## Trama
All'inizio di luglio del 1913 il giovane avvocato milanese Luigi Borgonovo riceve due pressanti inviti a partire per Dresda dove uno dei suoi ex clienti – l'ingegnere Duilio Berta – è stato accusato dell'omicidio di una ragazza americana: Mina Sargent, uccisa nella sua stanza d'albergo verso la fine di giugno. Il primo invito gli viene dall'amico e collega nel Partito Socialista Italiano Benito Mussolini, che è incline a vedere nella vicenda un tentativo anti italiano da parte dei tedeschi; il secondo invito, corredato dall'offerta delle spese di viaggio e di soggiorno, gli giunge invece da Altiero Alterini, zio dell'accusato, preoccupato soltanto per l'apparente gravità della situazione personale del nipote.
 A Dresda Borgonovo e Mussolini, affiancati dal commissario in pensione Max Tiedemann, avviano un'indagine informale che grazie all'interessamento di Alterini ha il pieno appoggio delle autorità. La posizione di Duilio Berta appare sin dall'inizio molto rischiosa: il giovane è stato riconosciuto da testimoni come l'uomo che nel giorno dell'omicidio aveva trascorso con la vittima un pomeriggio dedicato allo shopping; sulle braccia presenta graffi che coincidono con l'ipotesi che Mina – ragazza atletica – abbia reagito a un'aggressione a sfondo sessuale: dalla camera infatti non manca nulla, e ciò esclude il furto come movente. L'arma del delitto inoltre – una camicia con la quale Miss Sargent è stata strangolata – reca le iniziali D.B. L'ingegner Berta, che nega il possesso della camicia e sostiene di aver lasciato la ragazza ben prima dell'ora di morte stimata, non è però in grado di fornire un alibi convincente.
Con metodica pazienza ed un pizzico di fortuna, gli investigatori riescono a trovare altri possibili colpevoli: un militare che aveva frequentato la vittima e che si trovava in città il giorno dell'omicidio; alcuni anarchici italiani, pregiudicati o in qualche modo legati all'hotel in cui Miss Sargent soggiornava; infine il marchese Dionigi Bobazani, che grazie all'etichetta di sartoria viene identificato come colui che originariamente aveva ordinato la camicia incriminata (benché il nobiluomo sostenga di averla poi rifiutata a causa dell'insufficiente qualità).
 Sarà però il casuale ritrovamento di una seconda camicia, fatto da Mussolini in un luogo abbastanza inaspettato, a rivelare l'identità del vero colpevole, che viene arrestato appena in tempo, durante un disperato tentativo di fuga.

## Personaggi
- Benito Amilcare Mussolini. Giovane ed energico socialista italiano, originario della Romagna, che vive momentaneamente a Dresda a causa di non meglio precisati impegni politici. In città pare dedicarsi anche a un'altra delle sue grandi passioni: le donne.
- Luigi Borgonovo. Giovane avvocato milanese, buon amico di Mussolini del quale condivide gli ideali politici; nel 1911 entrambi sono stati detenuti a Bologna per il loro antimilitarismo.
All'epoca della storia narrata nel racconto l'avvocato è sposato da poco e suo figlio (che nel romanzo Il morto in piazza, ambientato trent'anni più avanti, risulta già scomparso) ha soltanto due mesi.
- Duilio Berta. Giovane ingegnere lombardo, incline ai piaceri mondani, egocentrico, leggero ed opportunista. Borgonovo, del quale in passato è stato cliente, lo descrive come "bruno, longilineo, intelligente", ma non particolarmente passionale.
- Altiero Alterini di San Godenzo. Fiorentino d'origine, è lo zio acquisito di Duilio, verso il quale prova affetto ma anche insofferenza. Nato nel 1848, è un gentiluomo della vecchia scuola: a differenza del nipote, appartenente a una generazione per cui il profitto conta più di qualunque altra cosa, possiede ancora molti e saldissimi ideali.
- Max Tiedemann. Commissario di polizia in pensione che ha alle spalle una carriera di tutto rispetto. Fisicamente grande e grosso, non manca di intelligenza o di acume, né di entusiasmo per il fatto di trovarsi di nuovo coinvolto in un caso difficile, di fronte al quale in effetti fa riaffiorare le sue migliori doti di investigatore attento ed energico.
- Paloma Sargent, detta Mina. La vittima. Giovane americana, parente dell'ex console generale degli Stati Uniti Charles Cole, già più volte aveva soggiornato a Dresda. Disinibita ed atletica (praticava ginnastica, scherma e canottaggio), aveva cambiato colore di capelli il giorno stesso del suo omicidio, da bionda facendosi bruna.
- Karl-Albert Weber. Maestro di tango di origine svizzera, conosceva Miss Sargent, che frequentava le sue lezioni. Quasi certamente è anche un informatore della polizia, per conto della quale spia socialisti ed anarchici.
- Dionigi Bobazani. Il marchese appartiene a un'antica famiglia romana e papalina, che vanta numerosi ed aristocratici legami di parentela, compresi quelli con la Casa Reale. Ha circa quarantacinque anni ed ha fatto la campagna di Libia; attualmente è aiutante di campo del generale Gaetano Zoppi, del Nono Corpo d'Armata, con sede a Roma. Altezzoso e condiscendente, non suscita grandi simpatie; tuttavia come militare è abbastanza stimato dai colleghi.

## Cronologia
Il delitto che costituisce l'oggetto dell'indagine è avvenuto a Dresda nel tardo pomeriggio del 26 giugno 1913; tuttavia la vicenda principale narrata nel racconto inizia mercoledì 2 luglio e si conclude il venerdì successivo.
L'epilogo del racconto coincide poi con una lettera datata 13 agosto 1913, che tra le altre cose fa riferimento a un fatto storico realmente avvenuto quel giorno: l'esplosione della polveriera di Monte Mario, a Roma.

### Collegamenti letterari
Oltre il personaggio dell'avvocato Luigi Borgonovo, che compare come condannato al confino anche nel romanzo Il morto in piazza, il racconto cita altri due personaggi appartenenti all'universo narrativo di Ben Pastor: il famoso direttore d'orchestra Friedrich von Bora, qui impegnato nell'allestimento del Gotterdammerung ma che di lì a pochi mesi morirà senza aver visto nascere suo figlio Martin, e il colonnello Edwin von Sickingen della Guardia a Cavallo. Quest'ultimo, prima di diventare nel 1917 il patrigno dello stesso Martin Bora, sposandone la madre vedova, nel corso della prima guerra mondiale avrà relazioni più o meno dirette anche con il dottor Solomon Meisl e il tenente Karel Heida, protagonisti di un altro breve ciclo, comprendente i romanzi I misteri di Praga e La camera dello scirocco.

### Edizione italiana
- Ben Pastor, "La camicia di Nesso", in A.A.V.V., Delitti di regime, p. 144, Aliberti Editore, 2006 – ISBN 978-88-7424-150-7